# François de Sarre
François de Sarre (Dudweiler, 16 maggio 1947) è uno zoologo tedesco specializzato in ittiologia, scienze dell'evoluzione e paleoantropologia.

## Percorso
François de Sarre ha studiato zoologia, botanica e paleontologia all'Università della Saarland a Saarbrücken dal 1964 al 1973. Dopo alcuni anni dedicati alla ricerca in Tunisia (1973-1976), diventa consulente ed autore di pubblicazioni scientifiche destinate al grande pubblico, principalmente in Francia ed in Germania. Legato di amicizia con Bernard Heuvelmans, si appassiona alla Teoria del bipedalismo iniziale di cui è un ardente difensore. Nel 1988, fondò a Nizza il CERBI (Centro di Studi e di Ricerche sul Bipedalismo Iniziale). 
Dal 1989 a 1991 partecipa agli scavi del "Laboratoire d'Anthropologie dal Lazaret" a Nizza. François de Sarre è membro della Societas Europea Ichthyologorum (SEI, a Francoforte sul Meno, Germania).

## Opera
I punti forti dell'attività scientifica di François de Sarre sono l'ittiologia, le scienze dell'evoluzione, la teoria del bipedalismo iniziale e la criptozoologia in ricordo dello zoologo belga Bernard Heuvelmans (1916 –2001) precursore della teoria di un bipedalismo iniziale dei primi mammiferi.
François de Sarre è autore o coautore di un centinaio di pubblicazioni specialistiche (ittiologia) o in riviste di divulgazione scientifica.